# Praia Tênis Clube
Praia Tênis Clube foi um clube esportivo brasileiro, sediado na cidade de Vitória, no estado do Espírito Santo. Tem como principais modalidades a natação, o basquete, o futsal e o voleibol.

## História
O Praia Tênis Clube foi fundado a 11 de maio de 1934, tendo como primeiro presidente Li Dan Tickamiroff. A primeira localização do Praia Tênis foi num terreno ao lado do edifício Cauê, perto da praça Cristóvão Jaques e da atual Instituto de Educação, onde era a sede do Cauê. Esse terreno hoje é propriedade da Escelsa. O Praia ficou nesse terreno até 1942. O nascimento do Praia Tênis Clube teve parentesco com o nascimento do Álvares Cabral - se o Clube Cabralista a origem foi Lusitana, no Praia foi determinante o impulso dos ingleses que trabalhavam na Western Thelegrafic.
A particularidade de criação do Praia ficou na conta da orientação recebida pelos ingleses da Western: eles não deveriam envolver-se em questões políticas, em clubes ou agremiações. Porém, eles que moravam no morro próximo do instituto de educação, então chamado Pedra da Western, incentivaram a formação do clube. Passaram a direção de alguns brasileiros, e ficaram como associados, já que não havia restrição quanto a mera participação num clube.
Inicialmente o Praia se dedicava só ao tênis. No começo tinha uma quadra de tênis de saibro e um barracão de palha, que era a sede provisória do clube. O adversário era o Parque Tênis Clube, que ficava no Parque Moscoso e era mais antigo que o Praia. As disputas entre os dois clubes eram acirrados, e o tênis, em Vitória, foi muito difundido na época. Novas modalidades só ingressariam no Praia Tênis após as mudança para a sede nova, a atual.
Após vender o terreno da época da fundação, na atual rua Almirante Soído, o clube adquiriu o terreno na Avenida César Hilal, onde está até hoje. O terreno era bem maior, mas foram vendidos vários lotes, como meio de angariar recursos para a construção da sede. 
Na década de 50, o Praia Tênis foi comandado duas vezes por Álvaro Simões Nogueira, o Nogueirinha, um dos mais festejados presidentes do clube. Como era comum que os estudantes se deslocassem para fazer o curso superior, foram criados os Jogos Praianos, realizados no período de férias de verão, quando estudantes retornavam a cidade, sempre trazendo amigos e colegas de curso. Eram jogos internos, disputados por quatro equipes, sob quatro bandeiras: azul, vermelha, branca e preta. Os Jogos Praianos não se restringiam ao tênis, e eram disputados varias modalidades, entre elas a natação, futebol de Salão e futebol, além de gincana de carro e gincana de salão.
Em 1969 o clube mudou o foco do tênis para a natação tornando a modalidade esportiva que mais impulsionou o clube.
Até o início dos anos 2000, o Praia disputou competições nacionais de basquete, natação e futsal. O clube foi vendido em 2011 para o Grupo Meridional.

## Títulos
- Campeonato Capixaba de Basquete: 4 vezes (1955, 1968, 1988, 2009)
- Joevv 2006 Basquete 1 Lugar
- Campeão Campeonato Estadual [1991] [2001]
- Campeão Estadual Basquete Mirim Masculino
- Campeão Estadual Basquete 1990 Mini CBB BB FESB

- Campeonato Estadual de Futebol de Salão: [1T]  [1956]
- Campeã Estadual Adulto Feminino [1996]
- Campeão Estadual Infantil [1995]

- Campeão 1 Campeonato Handebol Adulto 1979
- Campeão Capixaba Natação [1976] [1977] [1978]
- 1 Lugar Absoluto Campeonato Estadual Velocidade CBDA . FAC 1994
- Campeão Campeonato Capixaba Juvenil Natação Fac 84
- Campeão 83 Campeonato Infantil Natação

- 2002 Campeão Feminino Volei adulto